# Bhāskara I
Bhāskara (in bengali ভাস্কর; in marathi भास्कर; Kathiawar, ca. 600 – Assaka, ca. 680) è stato un astronomo e matematico indiano del VII secolo.
Fu il primo a scrivere i numeri nel sistema decimale indiano, indicando con un cerchio il numero zero e fornì un'unica e notevole approssimazione razionale della funzione seno nel suo commentario sull'opera di Aryabhatta Questo commentario, Āryabhaṭīyabhāṣya, scritto nel 629 d.C., è la più antica opera in prosa conosciuta in sanscrito sulla matematica e l'astronomia. Scrisse anche due opere astronomiche in linea con la scuola di Aryabhata, il Mahābhāskarīya e il Laghubhāskarīya.
È chiamato comunemente Bhāskara I per evitare confusione con il matematico del XII secolo Bhāskara II.

## Biografia
Si conosce poco della vita di Bhāskara. Era probabilmente un astronomo Marathi (ossia della regione nota come Maharashtra).
Nacque a Bori, nell'attuale distretto di Parbhani dello Stato indiano del Maharashtra nel VII secolo.
I suoi studi di astronomia gli furono impartiti dal padre. Bhaskara è considerato il più importante studioso della scuola astronomica di Aryabhata. Assieme a Brahmagupta è il più apprezzato matematico indiano che assicurò importanti contributi allo studio delle frazioni.

## Rappresentazione dei numeri
Il contributo matematico, probabilmente il più importante, di Bhaskara riguarda la rappresentazione dei numeri nel sistema posizionale. Le prime rappresentazioni erano già note agli astronomi indiani circa 500 anni prima di questo lavoro. Prima di Bhaskara, i numeri non erano scritti in cifre, ma in forma testuale o con allegorie ed erano organizzati in versi. Per esempio, il numero 1 era rappresentato come luna, ne esiste solo una; il numero 2 era rappresentato da ali, gemelli o occhi dato che si presentano sempre in coppia; il numero 5 era rappresentato dai (5) sensi. Simile all'attuale sistema decimale, queste parole erano allineate in modo tale che ogni numero assegnasse il fattore della potenza di dieci corrispondente alla sua posizione, solo in ordine inverso: le potenze superiori erano a destra di quelle inferiori.
Il suo sistema è veramente posizionale poiché le stesse parole che rappresentano, possono essere usate anche per rappresentare i valori 40 o 400. In modo abbastanza notevole, spesso rappresenta un numero dato in questo sistema, usando la formula ankair api ("nelle figure questo si legge"), ripetendolo scritto con i primi nove numeri Brahmi, utilizzando un piccolo cerchio per lo zero. Contrariamente al suo sistema di parole, però, le cifre sono scritte in valori decrescenti da sinistra a destra, esattamente come oggi. Si può quindi concludere che, almeno dal 629, il sistema decimale è sicuramente noto agli scienziati indiani, che probabilmente, Bhaskara non l'ha inventato, ma è stato il primo a usare i numeri Brahmi in un contributo scientifico scritto in sanscrito.

## Altri contributi
Bhaskara ha lasciato tre scritti astronomici. Nel 629 annotò l'Aryabhatiya, scritto in versi, sulla matematica astronomica. I commenti si riferivano esattamente a 33 versi che trattano di matematica, in particolare trattano equazioni variabili e formule trigonometriche.
Nel lavoro Mahabhaskariya, diviso in otto capitoli, sull'astronomia matematica, al capitolo 7, fornisce una notevole formula di approssimazione per la funzione sin(x), e cioè
{\displaystyle \sin x\approx {\frac {16x(\pi -x)}{5\pi ^{2}-4x(\pi -x)}},\qquad (0\leq x\leq \pi )}
che poi assegna ad Aryabhata. Il calcolo rivela un errore minore del 1.9% (la deviazione maggiore è {\displaystyle {\frac {16}{5\pi }}-1\approx 1.859\%} per {\displaystyle x=0}). In più, fornisce la relazione tra le funzioni seno e coseno, oltre che il valore del seno di un angolo >90°, >180° o >270° ed il seno di un angolo <90°.
Alcune parti del Mahabhaskariya verranno successivamente tradotte in arabo.
Bhaskara aveva già affermato che se
p è un numero primo, allora 1 + (p–1)! è divisibile per p.
La dimostrazione dell'enunciato fu di Al-Haitham, menzionato anche da Fibonacci, ed è ora noto come teorema di Wilson.
Altri contributi furono gli studi sulle soluzioni dell'Equazione di Pell. Pose una questione:
"Dimmi, o matematico, qual è il quadrato che moltiplicato per 8 diventa - insieme all'unità - un quadrato?"
In notazione moderna, alla domanda rispondono le soluzioni dell'equazione di Pell {\displaystyle 8x^{2}+1=y^{2}}. Le soluzioni sono {\displaystyle x=1,y=3}, brevemente {\displaystyle (x,y)=(1,3)}, con cui è possibile costruire ulteriori coppie di soluzioni come ad esempio {\displaystyle (x,y)=(6,17)}.

### Ulteriori letture
- H.-W. Alten, A. Djafari Naini, M. Folkerts, H. Schlosser, K.-H. Schlote, H. Wußing, 4000 Jahre Algebra, Springer-Verlag, Berlino, Heidelberg, 2003, ISBN 3-540-43554-9, §3.2.1
- S. Gottwald, H.-J. Ilgauds, K.-H. Schlote (a cura di), Lexikon bedeutender Mathematiker, Verlag Harri Thun, Frankfurt a. M. 1990, ISBN 3-8171-1164-9.
- (EN) G. Ifrah, The Universal History of Numbers, New York, John Wiley & Sons, 2000, ISBN 0-471-39340-1.
- Agathe Keller, Expounding the Mathematical Seed. Vol. 1: The Translation: A Translation of Bhaskara I on the Mathematical Chapter of the Aryabhatiya, Basel, Boston e Berlino, Birkhäuser Verlag, 2006,  172, ISBN 3-7643-7291-5.
- Agathe Keller, Expounding the Mathematical Seed. Vol. 2: The Supplements: A Translation of Bhaskara I on the Mathematical Chapter of the Aryabhatiya, Basel, Boston e Berlino, Birkhäuser Verlag, 2006,  206, ISBN 3-7643-7292-3.
- (EN) John J. O’Connor e Edmund F. Robertson, Bhāskara I, su MacTutor, mathshistory.st-andrews.ac.uk, School of Mathematics and Statistics University of St Andrews, Scotland.